# Михалко Степанич (старший)
Михалко Степанич (Михал Степаниц) (ум. 18 мая 1205 г.) — новгородский посадник в 1176—1177, 1180—1184, 1186—1189 и 1204—1205 гг.

## Посадничество
В 1176 г. было дано посадничество Михалко Степаничу, который сменил Завида Неревинича на этой должности. Пока в 1176—1177 гг. Новгородским князем был Ярослав Мстиславич, посадником был Михалко. Но со сменой князя он посадничество утрачивает.
В 1180—1184 гг. Михалко снова был посадником в то время, когда Новгородским столом владели черниговские князья. В 1186 г. в третий раз он становится Новгородским посадником в результате политической борьбы. В 1189 г. Михалко Степанич его лишается.
В последний раз он становится посадником после смерти Мирошки Несдинича в 1204 г., но уже в марте 1205 г. перестаёт им быть. В том же году (18 мая 1205 г.) Михалко Степанич умирает, перед этим он принимает схиму и имя Митрофан. Был погребён в Аркажском монастыре св. Богородицы.

## Строительство церкви
Зимой 1176/1177 г. Михалко Степанич построил новую церковь св. Михаила (старая сгорела) на Прусской улице.

## Семья
1. Михалко Степанич
  1. Твердислав Михалкович
    1. Степан Твердиславич
      1. Михалко Степанич

  2. Фёдор Михалкович